# La canzone dell'amore
La Canzone dell’amore (”Kärlekens sång”) är en italiensk film från 1930 av Gennaro Righelli. Filmen är känd dels för att ha blivit den första italienska ljudfilmen som släpptes för offentlig visning, dels för att vara ett stycke med stor teknisk skicklighet genomförd fascistisk propaganda.

## Om filmen
Ljudfilmens genombrott i slutet av 1920-talet innebar stora problem för den europeiska filmindustrin och inte minst den italienska. Redan 1929 gjorde konkurrensen från USA-producerade ”talkies” (inspelade i Frankrike) på engelska, som mycket få italienare förstod någonting av, att frågan om producerandet av italiensk ljudfilm aktualiserades. Problemets lösning påskyndades av den fascistiska regimen som insåg ljudfilmens propagandapotential och den ansvarige ministern Giuseppe Bottai prioriterade ljudfilmen högt bland de projekt som skulle genomföras snarast möjligt.
Uppdraget att producera den första italienska ljudfilmen gick till Stefano Pittaluga, den utan tvekan mäktigaste personen inom den italienska filmindustrin vid denna tid. Pittalugas produktionsbolag Cines var Italiens i särklass största. Dessutom innehade han genom andra bolag ensamrätten på distribution inom Italien av filmer från de amerikanska bolagen Warner Brothers, Universal Pictures och First National Pictures. Genom ett avtal med staten hade Pittaluga sedan 1927 också ensamrätt till distribution av nyhets- och dokumentärfilmer från det statliga produktionsbolaget Istituto Luce, vars mest kända produkt Giornale Luce visades i alla Pittalugas biografer som förfilm. Pittaluga var därmed inte bara Italiens viktigaste producent av spelfilm men även landets viktigaste distributör av fascistisk propaganda, en kombination som kom att få stor betydelse under producerandet av La canzone dell’amore.
I juli 1930 meddelade Cines att den första ljudfilmen skulle bli Resurrectio i regi av Alessandro Blasetti. Artiklar om projektet, skrivna av Raffaello Matarazzo, publicerades i den fascistiska dagstidningen Il Tevere under juli och augusti och allt verkade klart för en premiär före årsskiftet. Det råder delade meningar om vad som sedan hände men redan i september ändrades beskedet, enligt uppgifter från officiellt håll huvudsakligen av kommersiella skäl. Righellis film, vars produktion påbörjats senare och som ännu i maj hade arbetsnamnet "Mamma Butterfly", hade fått företräde och skulle få premiär i oktober. Blasetti fick senare flera gånger frågan om vad som hade hänt men han vägrade fram till sin död 1987 att diskutera saken.
Efter en förhandsvisning för en inre krets med bland andra Benito Mussolini och Giuseppe Bottai i publiken, fick Righellis film, nu omdöpt till La Canzone dell’amore klartecken för premiären som ägde rum 7 oktober 1930 klockan 21.30 i den 1929 ombyggda Cines-anläggning i Rom som fått namnet Supercinema, där Pittaluga låtit installera RCA Photophone, den modernaste möjliga tekniska lösningen för ljudfilm som fanns vid den tiden. Systemet hade redan provkörts ett antal gånger med Jazzsångaren som hade sin italienska premiär 19 april 1929.

## Mottagandet
Mottagandet av den första inhemska ljudfilmen blev entusiastiskt och filmen blev den största publikframgången dittills i Italien. Luigi Pirandello, på vars novell In silenzio filmen baserades, blev emellertid mycket upprörd över vissa ändringar i manuskriptet, av vilka en del tydligen hade gjorts på initiativ av hans personlige vän producenten Pittaluga snarare än regissören Righelli. Bland annat hade huvudpersonen som i Pirandellos novell var en man i filmen ersatts av en kvinna. För Pirandello var detta oacceptabelt eftersom en av de viktigaste poängerna med hans novell var just att en man i den agerade på ett sätt som sågs som ”naturligt” för en kvinna men inte för en man och denna poäng gick helt förlorad i filmen. I en skriftlig recension av filmen medgav Pirandello inledningsvis att vad gäller det tekniska genomförandet kunde man inte begära mera men konstaterade sedan att han inte alls var tillfreds med de ändringar som filmmakarna hade gjort i hans berättelse och utvecklade därefter detta spår så det kom att omfatta huvuddelen av hans text. Pirandellos uppfattning var att hans originalarbete genom filmen hade omvandlats till en tekniskt fulländad banalitet.